# Élodie Menant
Pour les articles homonymes, voir Menant.
Œuvres principales
Est-ce que j'ai une gueule d'Arletty ? ;
Je ne cours pas, je vole !
Répertoire
La Pitié dangereuse
La Peur
Élodie Menant, née le 4 juin 1983, est une comédienne, chanteuse, metteure en scène et autrice française. En 2020, elle reçoit le Molière de la Révélation féminine ainsi que le Molière du spectacle musical pour le biopic musical Est-ce que j'ai une gueule d'Arletty ? qu'elle a co-écrit.

## Biographie
Elodie Menant naît le 5 juin 1983. Elle grandit à Fontenay-sous-Bois dans le Val-de-Marne. Elle est la fille de l'écrivain et journaliste Marc Menant,. Sa mère, Patricia Menant, est directrice de la communication de Reebok et dans ce cadre accompagne dans les compétitions des sportifs comme Marie-José Pérec qui deviendra une amie de la famille.
Après des études en classes préparatoires scientifiques, Élodie Menant entre au Cours Florent. Elle se forme également au Studio Muller à la danse et au chant.
Elle commence sa carrière musicale avec Le Soldat rose, le spectacle musical de Louis Chedid joué au Casino de Paris, au Palais des Congrès de Paris et en tournée dans les Zéniths de France,.
En 2011, Élodie Menant signe sa première adaptation théâtrale du roman de Stefan Zweig, La Pitié dangereuse qui lui vaut le Prix de la Révélation Féminine au Festival Off d'Avignon,. Puis en 2014 c'est la nouvelle La Peur du même auteur qu'elle adapte et met en scène et qu'elle joue en alternance avec Hélène Degy, qui sera d'ailleurs nommée en 2017 au Molière de la révélation féminine pour son rôle dans La Peur,,.
En 2015, elle met en scène Un peu de sexe ? merci, juste pour vous être agréable ! de Franca Rame.
En 2016, Élodie Menant joue dans Après une si longue nuit de Michèle Laurence, mis en scène par Laurent Natrella.
En 2018, elle co-écrit avec Éric Bu le biopic musical Est-ce que j'ai une gueule d'Arletty ? mis en scène par Johanna Boyé,. En 2020, elle reçoit le Molière de la révélation féminine et le spectacle est récompensé par le Molière du spectacle musical,.
En 2021, elle joue dans Je cours pas, je vole ! au Festival d'Avignon puis en 2022 au Théâtre du Rond-Point, pièce qu'elle a écrite et qui est mise en scène par Johanna Boyé. Le spectacle est nommé cinq fois aux Molières 2023, notamment dans les catégories du théâtre public, de la mise en scène dans un spectacle de théâtre public, de la révélation féminine, de la comédienne dans un second rôle et de l'auteur francophone vivant,. Mais Je cours pas, je vole ! n'obtiendra pas de récompense.

## Théâtre

### Comédienne
- 2023 : La voix d'or d'Eric Bu et Thibaud Houdinière, mise en scène par Eric BU. Festival d'Avignon[22]; Reprise de La peur au festival d'Avignon[23].
- 2021-2022 : Je ne cours pas, je vole ! d'Elodie Menant, mis en scène de Johanna Boyé. Festival d'Avignon 2021, 2022 et Théâtre du Rond-Point.
- 2018-2021 : Est-ce que j'ai une gueule d'Arletty ?, d'Élodie Menant et Éric Bu, mis en scène Johanna Boyé, Festival Off d'Avignon, théâtre du Petit-Montparnasse, tournée
- 2014-2019 : La Peur d'après Stefan Zweig, adaptation et mise en scène Élodie Menant, théâtre Michel, Festival Off d'Avignon et tournée. 500 représentations
- 2016-2018 : Après une si longue nuit, de Michèle Laurence, mise en scène Laurent Natrella, Festival Off d'Avignon et tournée.
- 2015-2017 : Le Collectionneur d'après John Fowles, adaptation Thierry Jahn, mise en scène Céline Ronté, Lucernaire, Festival Off d'Avignon et tournée
- 2011-2014 : La Pitié dangereuse de Stefan Zweig, adaptation Élodie Menant, mise en scène Stéphane Olivié-Bisson, Festival Off d'Avignon, Lucernaire et tournée
- 2007-2009 : Le Soldat rose, comédie musicale de Louis Chedid, mise en scène Corinne et Gilles Benizio, Casino de Paris, palais des congrès de Paris et tournée
- 2009-2011 : Petits Mensonges entre amis, théâtre Le Temple, Les Feux de la rampe et Festival Off d'Avignon
- 2005 : Quatre de Marie du Roy, Lucernaire

### Auteure et adaptatrice
- 2020 : Je ne cours pas, je vole[3] !
- 2018 : Est-ce que j'ai une gueule d'Arletty ? co-écrit avec Éric Bu[15]
- 2014 : La Peur de Stefan Zweig[13]
- 2011 : La Pitié dangereuse de Stefan Zweig[24]

### Metteure en scène
- 2023 : L'odeur de la guerre de Julie Duval[25]
- 2015 : Un peu de sexe ? merci, juste pour vous être agréable ! de Franca Rame[7]
- 2014 : La Peur de Stefan Zweig[13]

## Filmographie

### Cinéma
- 2022 : Ca y est ! d'Aridana Sionta[26]
- 2022 : Le monde d'après 2 de Laurent Firode[27]
- 2015 : Bis de Dominique Farrugia[28]

### Télévision
- 2006 : Femmes de loi, épisode Promotion mortelle : ?
- 2008 : Sœur Thérèse.com, épisode Meurtre au grand Bain : Téa Denan
- 2010 : Diane, femme flic, épisode Figures imposées : Agathe Vallet

### Autrice
- 2022 : Ca y est ! d'Aridana Sionta (co-écriture avec Aridana Sionta et Gaston Ré)[26]

## Doublage

### Cinéma

#### Films
- Bella Thorne dans :
  - The Babysitter (2017[29]) : Allison[30]
  - The Babysitter: Killer Queen (2020) : Allison
- 2017 : Ten : Vivian (Meg Cashel)
- 2019 : Dumbo : Miss Atlantis (Sharon Rooney)
- 2019 : Shazam! : Dr Lynn Crosby (Lotta Losten) (caméo)
- 2020 : Les Phénomènes : Wendy (Cornelia Gröschel)
- 2021 : Dans les yeux de Tammy Faye : ? (?)
- 2024 : Killer Heat : Monique (Abbey Lee)

#### Films d'animation
- 2017 : Tom et Jerry au pays de Charlie et la chocolaterie : Charlie Bucket
- 2021 : La Pat' Patrouille, le film : Zuma
- 2023 : La Pat' Patrouille : La Super Patrouille, le film : Zuma

### Télévision

#### Téléfilm
- 2019 : Les petits meurtres de Ruby : témoin silencieux : Charlotte Herring (Alyson Walker)

#### Séries télévisées
- Into the Badlands : Tilda (Ally Ioannides)
- Empire : Chicken (AzMarie Livingston)
- Arrow : Emiko Queen / Green Arrow (Sea Shimooka)
- The Bay : Jess Meredith (Chanel Cresswell)
- 2023 : Lucky Hank (en) : Julie Devereaux (Olivia Scott Welch (en))

#### Séries d'animation
- depuis 2013 : PAW Patrol : La Pat' Patrouille : Zuma
- 2013-2018 : Peg + Chat : Ramone (voix chantée)
- 2016-2018 : Chasseurs de trolls : Les Contes d'Arcadia : Gloug
- 2016-2018 : Zak Storm, super pirate : Clovis
- 2016-2020 : Rusty Rivets : Inventeur en herbe : Rusty (voix chantée)
- 2018-2019 : La Magie de Motown : Mickey
- 2018-2020 : Baby Boss : Les affaires reprennent : Tina
- 2018-2021 : 44 Chats : Éclair
- 2019-2020 : Corn et Peg : Ferrand
- 2020-2022 : Madagascar : La Savane en délire : Ronathan
- depuis 2021 : Tara Duncan : Cal à 14 ans
- 2024 : Mille Bornes Challenge : Zac (création de voix)

### Jeux vidéo
- 2023 : PAW Patrol World - La Pat' Patrouille : Zuma

## Chanson
- 2009 : En stéréo

## Distinctions

### Récompenses
- Festival Off d'Avignon 2013 : Prix Révélation Féminine Avignon Critique pour La Pitié dangereuse[10]
- Molières 2020[18] :
  - Molière de la révélation théâtrale pour Est-ce que j'ai une gueule d'Arletty ?
  - Molière du spectacle musical
- Les Trophées de la comédie musicale 2022 : Trophée de l'artiste révélation féminine pour Est-ce que j'ai une gueule d'Arletty ?[31]

### Nominations
- Molières 2023[21]:
  - Molière de la comédienne dans un second rôle pour Je ne cours pas, je vole !
  - Molière de la meilleure autrice pour Je ne cours pas, je vole !
  - Molière du théâtre public